# Intel 820

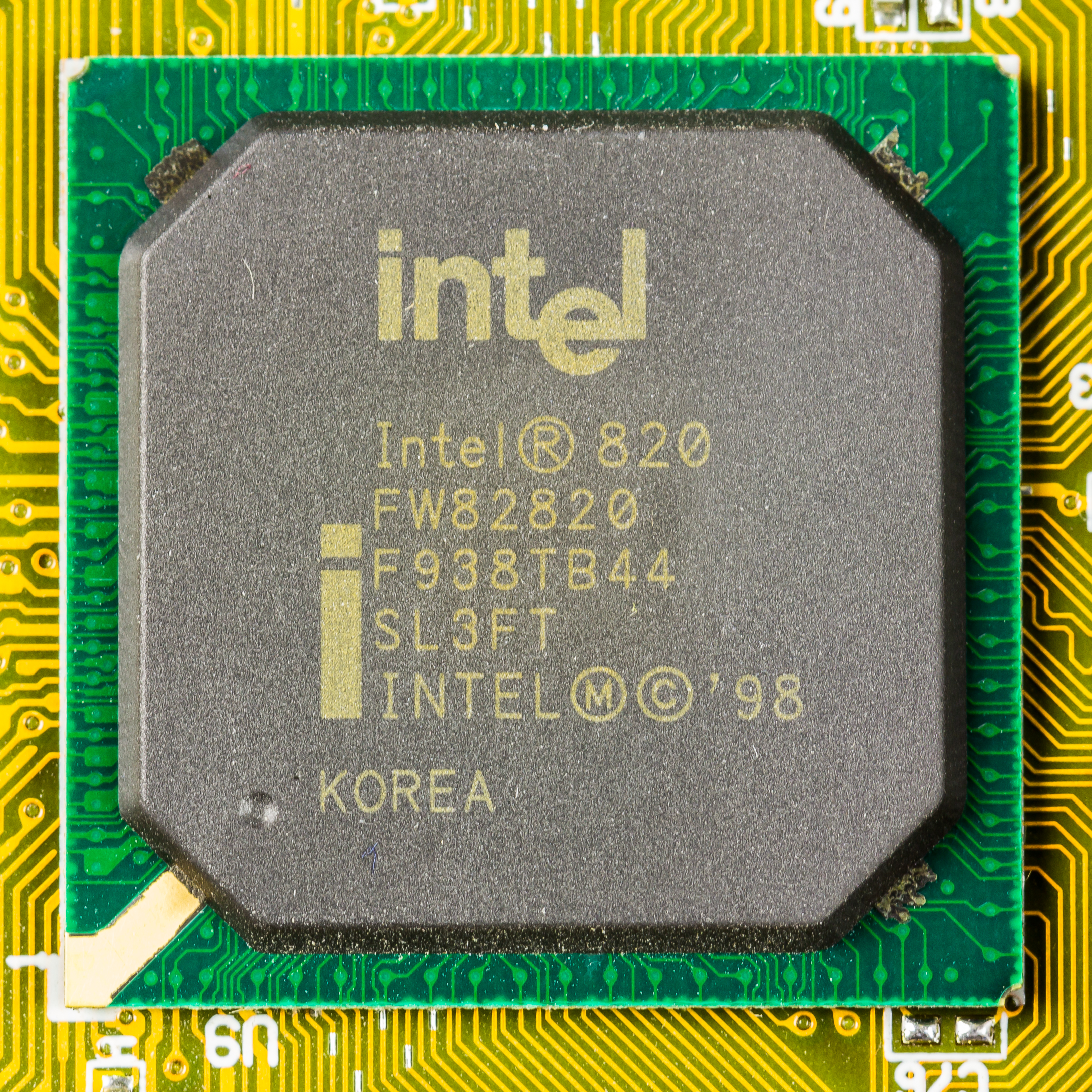
Intel 820 (MCH)

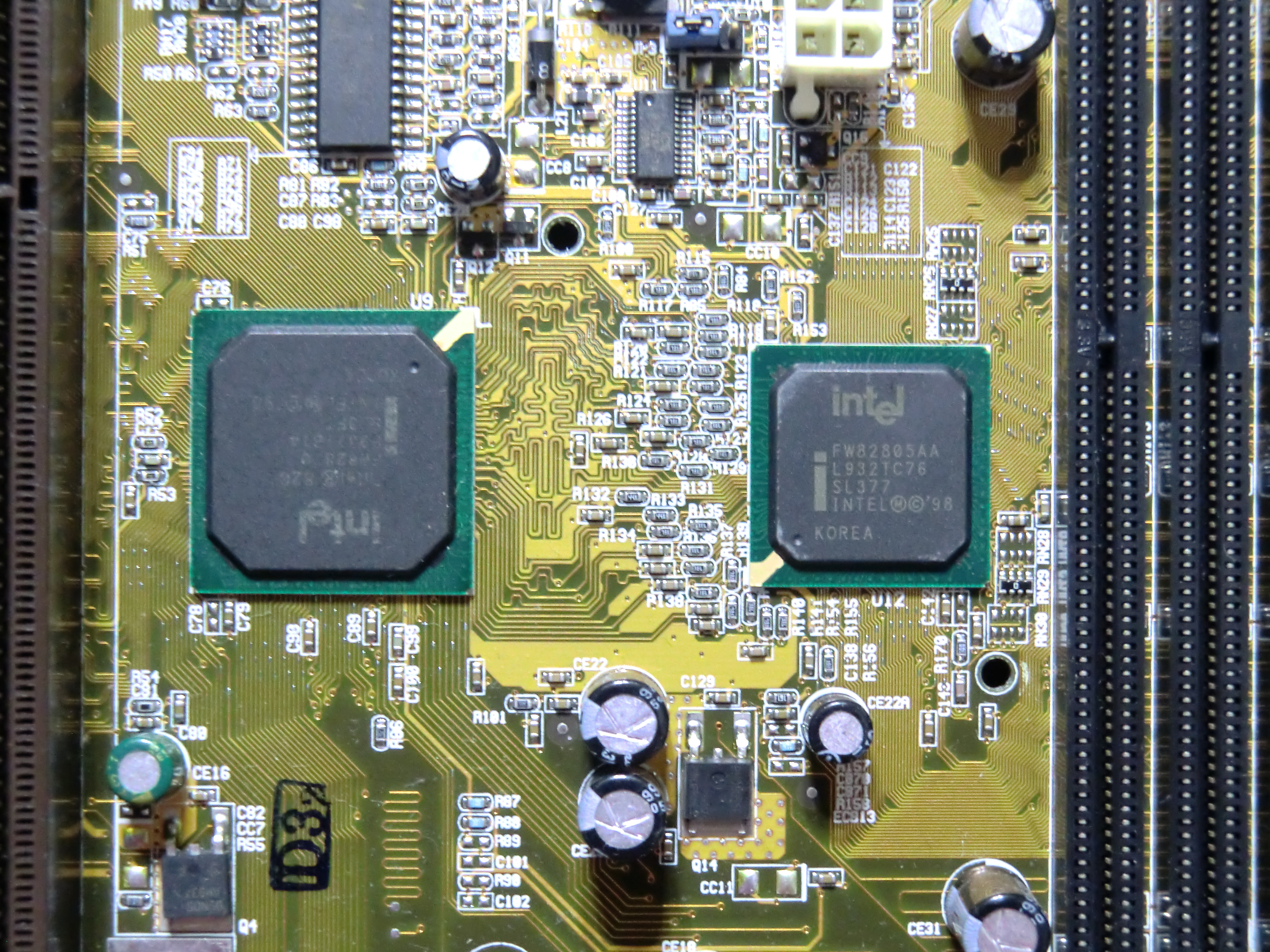
820チップセットのMCH（左）とMTH（右）。

Intel 820（i820）は、パフォーマンスPC向けとして1999年にインテル社が発表・発売したインテル チップセットの一つ。開発コードはCamino（カミーノ）。

## 概要
Intel 820は、Intel 440BXの後継となるパフォーマンスPC向けチップセットとして、Intel 800チップセットの2番目の製品として企画された。1999年9月の発表予定であったが、直前に問題が見付かり発表と発売は11月に延期された。
チップセットの構成は、先行発表した同じIntel 800チップセットであるIntel 810と同様に、ノースブリッジとサウスブリッジを転送速度266MB/sのハブ・リンクで接続しているハブ・アーキテクチャ (Hub Architecture) による2チップ構成となっている。Intel 800チップセット以前のIntel 400チップセットは32ビットPCI（133MB/s）で接続されている点が大きく違う。
ノースブリッジに相当するIntel 82820はグラフィックス機能を搭載していないため、Intel 810のノースブリッジのGMCHとは違って、Memory Controller Hub (MCH) と呼称され、サウスブリッジに相当するI/O Controller Hub (ICH) と呼ばれている。2000年にはICHをICH2に置き換えたIntel 820Eが発表されている。Intel 820Eの開発コードネームはCamino 2（カミーノ2）。
セキュリティ機能としてPentium IIIで採用されたプロセッサ シリアル ナンバーを利用したランダム・ナンバー・ジェネレーターや、管理用機能としてS0ステートでもステータスを返すアラート オン LANなどの新機能も搭載している。

## MCH

### メインメモリ
最大の特徴は、インテルがPC用の次世代メモリと位置づけていたRDRAMを初めて採用した点である。1GBまでのシングルチャンネルPC600/700/800のRDRAMに対応している。これによりPC100 SDRAMの800 MB/秒を大幅に上回る最大1.6 GB/秒の転送速度を実現した。サポートするRIMMソケットは2ソケットまでに制限されている。
まだ普及していないRDRAMに量産効果がまだ効かないことでコスト高となってしまうことを緩和する措置で、Memory Translator Hub (MTH) が用意されていた。これによりIntel 820でも既に普及しているPC100 SDRAMを利用することが可能となっている。

### FSB
インテルチップセットとして初めて133MHz FSBに対応した他、旧来の100MHzにも対応している。しかし66MHzは正式には対応していない為、発表当時はCeleronの動作対象外とされていた。
SMP機能は2CPUまでの対応となっている。
同時期のIntelチップセットであるIntel 810ファミリおよびIntel 815ではCPUバスにAGTLを採用したTualatinコアのPentium III・Celeronの登場に伴い、AGTL対応のB0ステッピングを出荷したが、Intel 820ファミリの普及は断念しAGTLを採用するIntel 830に移行させる措置を取ったことから、B0ステッピングは投入されずTualatinコアのサポートは行われなかった。

### AGP
Intel 810と異なりグラフィックスコアは内蔵せず、AGP 2.0準拠のAGP 4Xに対応した外部AGPをサポートする。これにより、AGPの転送速度はi440BXの533 MB/秒から倍の1.06 GB/秒に高められている。

### 発表前のトラブル
当初、Intel 820はRIMMソケットを3本までサポートするとされており、各マザーボードの製造者は3本のスロットでマザーボードを設計し、製造を準備していた。しかし当初1999年春に発表と予告していたIntel 820は延期を繰り返し、9月に予告されていた正式発表直前に3本のRIMMソケットがあるIntel 820システム上で全ソケットにRDRAMモジュールを搭載した場合、Direct Rambus上の電流レベルが下がりエラー訂正不可能なレベルのノイズが発生するという問題が発覚し、ドタキャンと言われるほど急な延期となった。
この問題に対しインテルはIntel 820の問題ではなくマザーボードの設計の問題とし、RIMMソケットを2ソケットまでに制限することで回避可能であるとし、設計ガイドラインの変更などの対応で済ませた。しかし、製造済みのマザーボードを廃棄せざるを得なくなったマザーボードメーカーは不満を漏らし、一部のマザーボード製造者はマザーボードの設計ではなくRDRAMのメモリスロットを2本に制限しても同様の問題が発生するとしてIntel 820自体の問題だと指摘するなどしたが、不透明なまま原因は不問にふされ、出荷の再開と11月の正式発表が行われた。
これらの経緯により、Intel 820には正式発表の前からネガティブなイメージが付いてしまうことになった。

## MTH
Intel 820をPC100 SDRAMに対応させる為のオプションとして準備されたのが、Memory Translator Hub(MTH)である。次世代メモリが量産効果で値下がりするまでSDRAMを代用できるようにすることで、Intel 820の普及を狙ったものであった。MTHをRDRAMのメモリバスに接続し信号をSDRAMのものに変換することで、Intel 820でもSDRAMを使用することが可能となっている。
MTHはIntel 820チップセットにオンボード搭載されるか、もしくはRIMMソケットに装着するSDRAMメモリを装着するサブボード上に搭載される形式で利用される。RDRAMとSDRAMの同時使用は不可ながら、RIMMソケットとDIMMソケットの共存も可能である。
2000年5月10日、MTHに高負荷がかかった場合、MTHがリセットしてしまう致命的なバグが発覚した。
これによりMTH搭載製品は全品リコール対象となり、高価なRDRAMと組合わせるしかなくなったIntel 820の普及がさらに困難になっただけでなく、Intel 820とRDRAMの双方に多大な悪いイメージをもたらせてしまった。
IntelはMTHの改修を行わないことを決定し、Intel 820のオプションから削除、Intel 820の性能向上版であるIntel 820EでもMTHはオプションリストには含まれない。

## ICH
MCHに接続されるIntel 82801AAはICHと呼称され、従来のサウスブリッジ同様にATA・USBや各種レガシコントローラを搭載する他、AC'97対応のサウンドコントローラやネットワークの論理層も統合している。この為、コーデックチップ又は物理層チップを追加するだけで、安価にサウンド/ソフトウェアモデム機能・ネットワーク機能をオンボードで実現できるようになった。これに伴いOEMメーカーがオプションのバリエーションを採用しやすくするためのAMRスロットがサポートされている。
またIntel 820EではATA100に対応したIntel 82801BAのICH2が採用されており、AMRの後継となるCNRスロットもサポートされている。

## 評価と影響
Intel 820は、成功を収めたIntel 440BXチップセットの後継として、またインテルの描いた次世代PCテクノロジを具体化する製品として投入された製品であるが、結果としてインテルチップセット史上でもまれに見る大失敗に終わった。
Intel 820が失敗に終わった要因はいくつもあるが、主な理由としては以下のものが挙げられる。
RDRAMの高価さ
i820の登場した99年12月時点において、PC100 SDRAMの128MBモジュールが2万円弱だったのに対し、PC800 RDRAMの128MBモジュールは5倍近い10万円弱もの高価な製品であった。ギャップを埋める存在として期待されたMTHは欠陥により全品リコールとなった為、Intel 820にはRDRAMを組合わせる選択肢しかなかった。さらにIntel 820はRIMMソケットを2ソケットまでしかサポートしない為、十分なメモリ容量と後の拡張性の両立を考えた場合、最初から高価な大容量モジュール1枚で構成する必要もあり、割高な印象をさらに強めた。
当初インテルはIntel 820の本格普及に伴いRDRAMが量産されるようになれば、RDRAMの価格も急速に下がりし普及に弾みがつくと予測を立てていた。しかし、Intel 820の普及が進まずにRDRAMの値下がりも期待したほど進まず、この為、一方が普及しないからもう一方も普及しない、という悪循環に陥ることになった。
性能優位の乏しさ
Intel 820が採用したRDRAMは転送速度が最大で1.6 GB/秒に達したものの、当時最新鋭のPentium IIIで採用された133 MHz FSBでさえ転送速度は1.06 GB/秒でしかなかった。そもそもRDRAMは次世代CPUのPentium 4などで利用する目的で導入されたもので、Pentium IIIではRDRAMの性能を十分に引き出すことができず、価格に見合った性能の優位性を示すことができなかった。
RDRAMを採用したIntel 820システムはメモリ転送速度は確かに優秀であったものの、当時はPCでの動画編集などメモリ転送速度が重視される処理はまだ一般的ではなく、RDRAMの優位性はベンチマーク上でしか評価されなかった。このため、Intel 820は圧倒的に高価なRDRAMを必要とするが性能はそれに見合わないという評価が定着することになった。
Intel 820自体のネガティブなイメージ
上述の正式発表直前のドタキャン、およびMTHのリコールにより「Intel 820は安定していない・信用できない」というイメージが広がることになった。特に前世代の440BXチップセットは極めて高い評価を得ていた為、Intel 820のネガティブなイメージとのギャップが際立ち、買換えを期待されていた440BXユーザー層の買い控えや、競合他社であるVIAやSiSのチップセットへの乗り換えを引き起こすことになった。
これらの要因が積み重なった結果、市場ではIntel 820に置き換わらずに旧型となった440BXを採用した新製品が発売され続け、パフォーマンス向けのPentium IIIを本来はローエンド向けのIntel 810と組合わせた機種を販売する事態となった。インテルはRDRAMの普及計画を一時的に先送りにし、成功を収めていたIntel 810を改良してPC133 SDRAMと外部AGPをサポートしたIntel 815シリーズを発表した。IntelはIntel 820の代替としてPentium III用チップセットの決定版としてIntel 830の開発を決定したが、別の要因でIntel 830の発売は見送られ、市場では440BXの後継はIntel 820ではなく440BXより性能は劣る部分があるもののIntel 815ファミリであると広く認められるようになった。Intel 820はマイナーチェンジ版のIntel 820Eが発表されたもののほとんど採用されることはなく、Intel 820ファミリは終息に至った。
2000年にインテルはNetBurstマイクロアーキテクチャに基づいた新CPU Pentium 4とXeonを発表し、同時に発表したIntel 850およびIntel 860チップセットを発表した。RDRAMはNetBurstマイクロアーキテクチャの為に開発し導入したメモリサブシステムであるが、Pentium 4に無料でRDRAMのモジュールRIMMを無料添付して販売するなど普及と販売を促進したが、RDRAMへの根強いネガティブイメージも一因となって失敗に終わり、インテルは莫大なコストを費やしたRDRAMの普及を断念しDDR SDRAMがPC用次世代メモリのデファクトスタンダードとなっていくことになる。
Intel 820の失敗はPC市場におけるRDRAMという新技術の導入の失敗と大きく重なっており、その後の新技術の導入には慎重さを重視するようになった。

## ラインナップ
| 製品名 | 対応FSB    | 対応メモリ          | メモリ容量 | MTH                     | ICH  | ATA    | USB     | PCI | SMP      |
| ------ | ---------- | ------------------- | ---------- | ----------------------- | ---- | ------ | ------- | --- | -------- |
| 820    | 133/100MHz | PC800・PC700・PC600 | 1GB        | オプション (後、非対応) | ICH  | ATA66  | 2ポート | 6   | 2CPUまで |
| 820E   | 133/100MHz | PC800・PC700・PC600 | 1GB        | 非対応                  | ICH2 | ATA100 | 4ポート | 6   | 2CPUまで |